# Adele Bloch-Bauer
Adele Bloch-Bauer (ur. 9 sierpnia 1881 w Wiedniu, zm. 24 stycznia 1925 tamże) – austriacka właścicielka salonu towarzyskiego, mecenaska artystów, filantropka żydowskiego pochodzenia; bohaterka obrazów Gustava Klimta, w tym najsłynniejszego portretu Adele Bloch-Bauer I, zwanego austriacką Moną Lisą.

## Życiorys
Była córką Moritza i Jeannette z Honigów Bauerów. Ojciec był dyrektorem linii kolejowych i bankierem. Miała ośmioro rodzeństwa.
W 1899 wyszła za mąż za właściciela cukrowni, Ferdynanda Blocha, który był bratem męża siostry Adeli, Therese. Ferdynand był od Adeli starszy o 17 lat. W październiku 1903 Adele poroniła córkę, a syn Friz zmarł kilka dni po narodzinach rok później.
W Wiedniu Adele Bloch-Bauer prowadziła salon towarzyski, który gromadził elitę miasta i Austro-Węgier. Bywali w nim m.in. Alma Mahler-Werfel, Berta Zuckerkandl-Szeps, Stefan Zweig, Jakob Wassermann, Gustav Mahler, Richard Strauss, Karl Renner.
W 1903 Ferdynand Bloch zlecił Gustavowi Klimtowi namalowanie portretu żony. Obraz znany jako Adele Bloch-Bauer I był gotowy w 1907. W 1912 powstał obraz Adele Bloch-Bauer II. Adele pozowała Klimtowi wielokrotnie. Prawdopodobnie jej twarz ma Judyta namalowana z głową Holofernesa w 1901 oraz kobieta na obrazie Pocałunek z 1907–1908. Adele przyjaźniła się z Klimtem.
W 1917 rodzina Adele przyjęła podwójne nazwisko Bloch-Bauer.
Adele zmarła na zapalenie opon mózgowo-rdzeniowych. Po jej śmierci Klimt Hall przearanżowano na salę poświęconą jej pamięci. W testamencie przekazała pieniądze organizacjom charytatywnym. Swoje zbiory biblioteczce zapisała Bibliotece Publicznej i Robotniczej we Wiedniu.

## Upamiętnienie
W 2016 ulicę w Wiedniu nazwano Promenadą Bloch-Bauerów na cześć Adeli i jej męża.

## Galeria

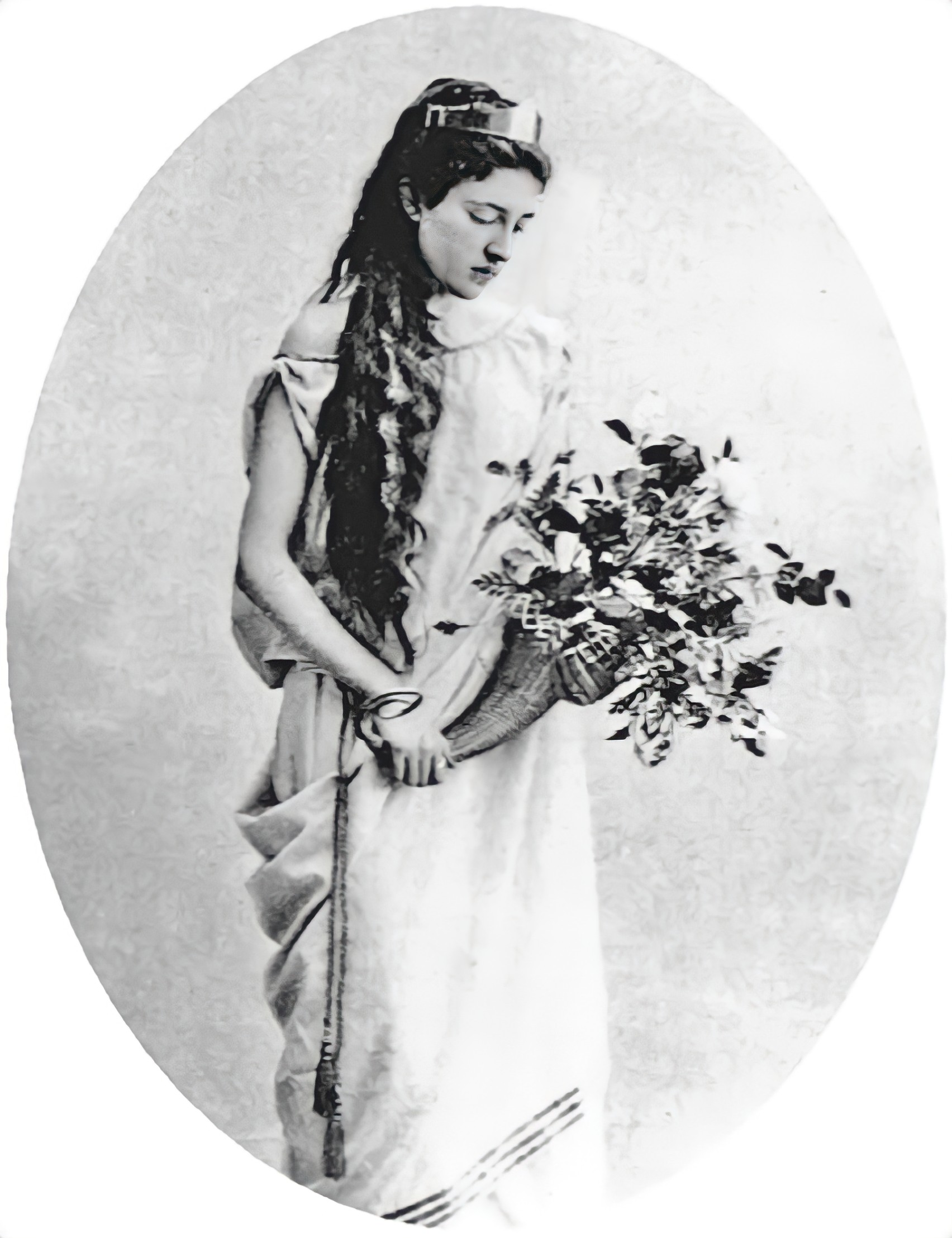
Adele w wieku 17 lat
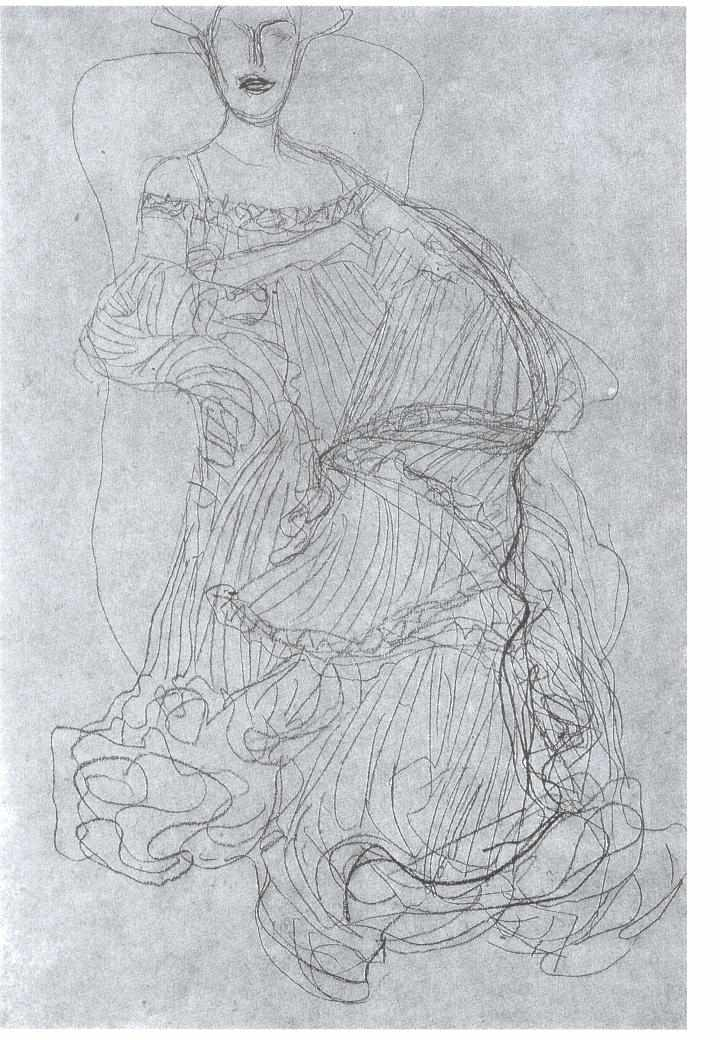
Szkic Klimta do portretu Adele Bloch-Bauer
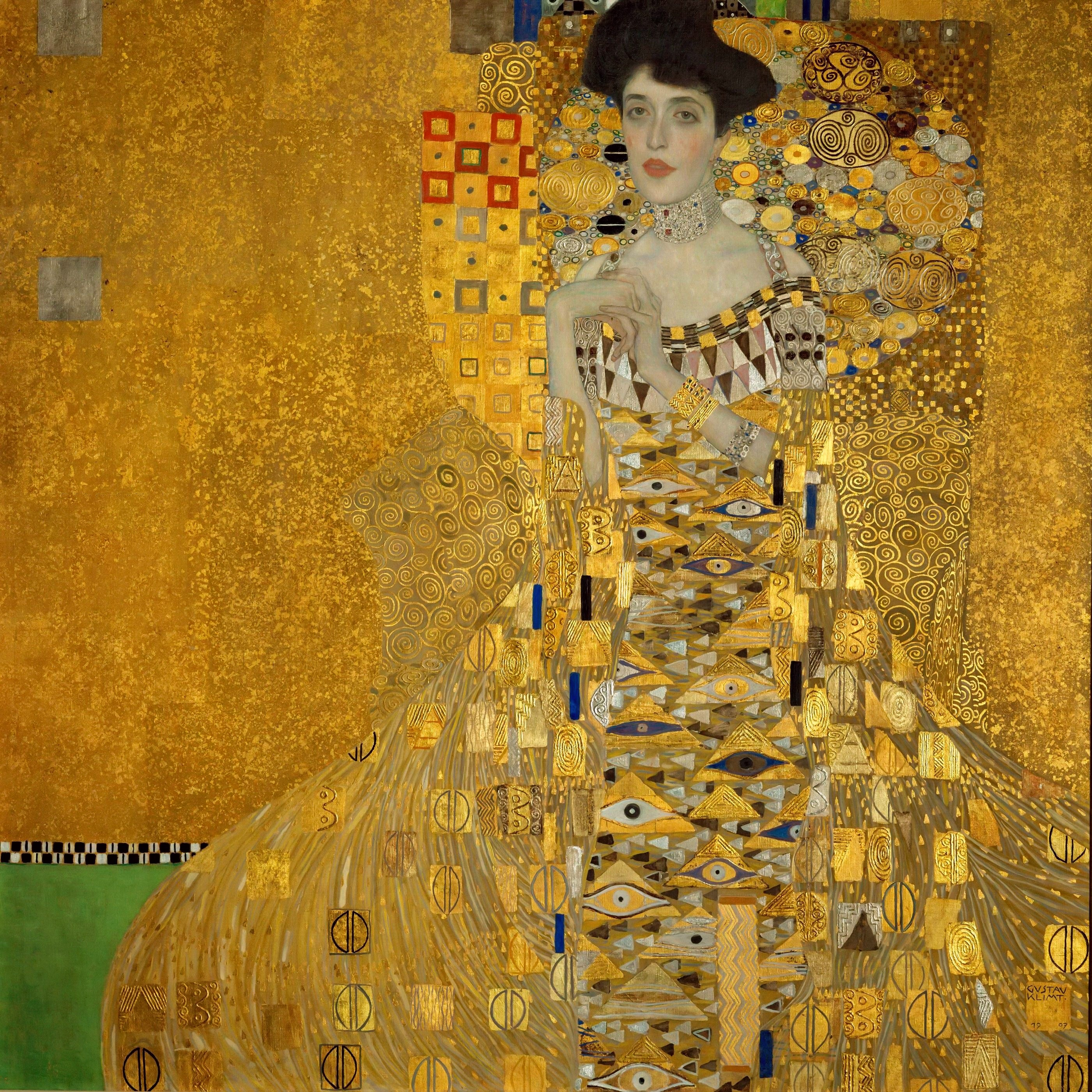
Adele Bloch-Bauer I
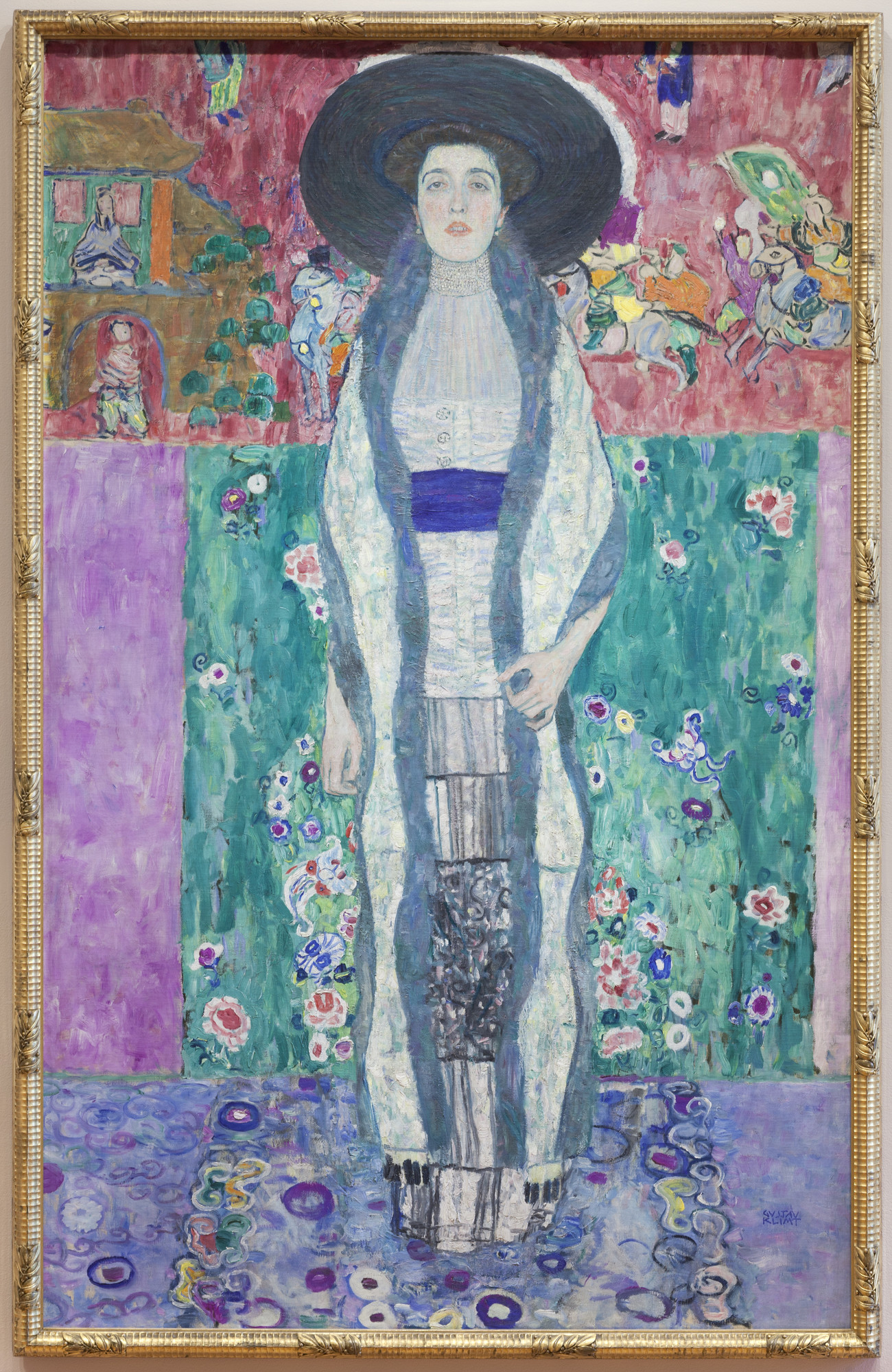
Adele Bloch-Bauer II, obraz Gustava Klimta
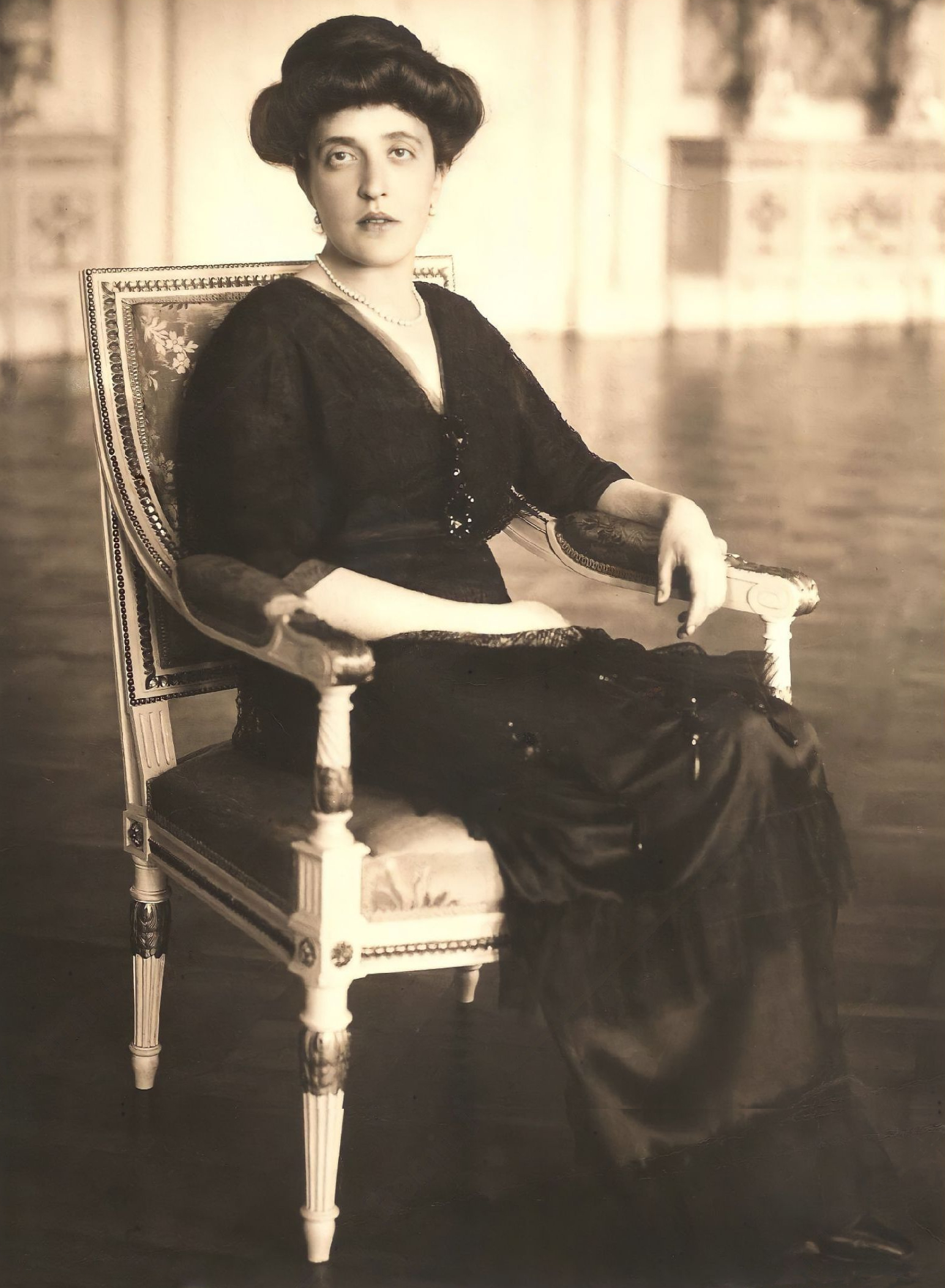
Adele ok. 1910
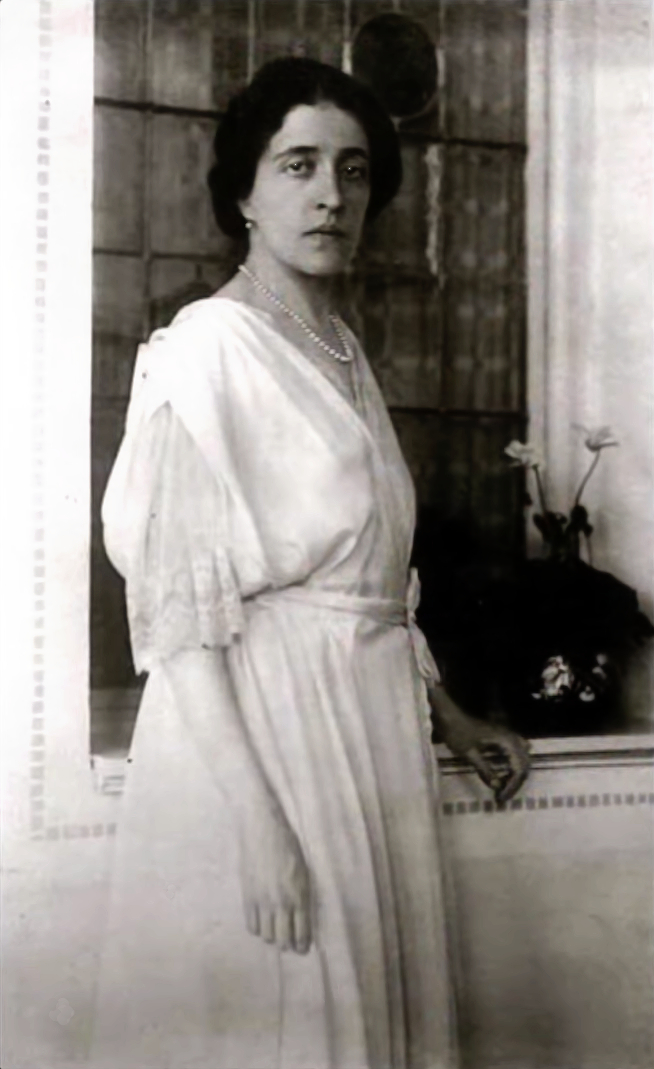
Adele w 1920
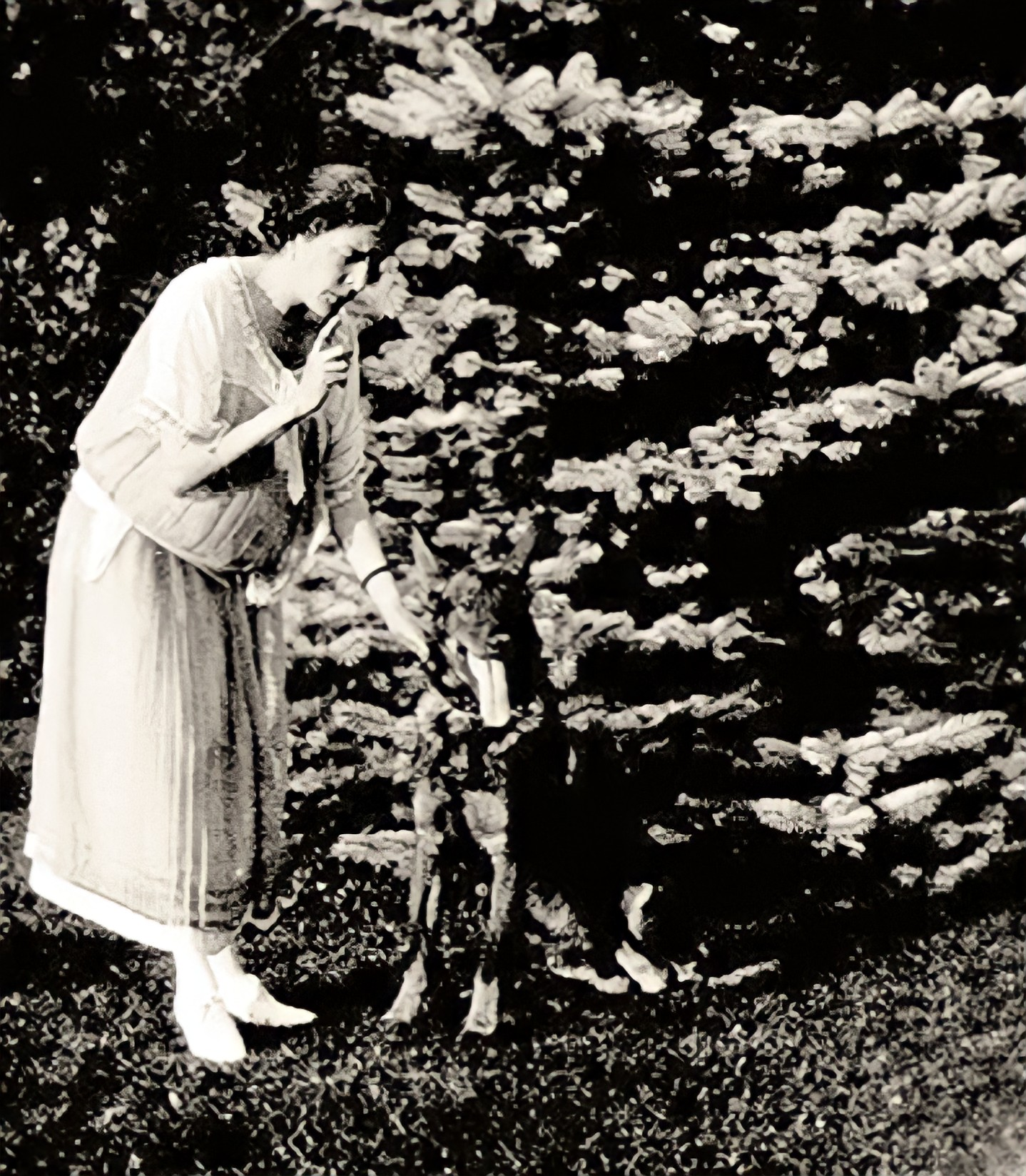
Adele w 1920